# Teirio (Abaiang)
Teirio ist eine unbewohnte Insel, die zum Atoll Abaiang in den Gilbertinseln in der Republik Kiribati gehört.

## Geographie
Teirio ist ein Motu im Südwesten der Riffkrone. In diesem Gebiet liegen die Motu nur sehr zerstreut auf der Riffkrone. Während Manra, Eke und Ouba eine eigene kleine Inselgruppe bilden, liegt Teirio einzeln. Die nächste Insel im Süden ist Iku. Teirio ist sehr schmal, verfügt aber über eine Hotelanlage.